# Wikipedia en asturiano
La Wikipedia en asturiano es una edición de Wikipedia en asturiano. Comenzó el 2 de agosto de 2004 y el 20 de noviembre de 2007 superó los 10 000 artículos. Actualmente cuenta con 137 191 artículos. También cuenta con 30.432 usuarios registrados, la mayoría de ellos con cuentas globales creadas automáticamente, ya que los usuarios activos mensuales suman 94 de los cuales nueve son administradores. Se ha editado unas 999.632 veces. La Wikipedia asturiana ocupa el puesto 15 entre las Wikipedias por artículos por población hablante. El 23 de octubre de 2018 ocupaba el número 64 en el ranking de todas las wikipedias (consultar ranking actualizado). 

## Historia y Evolución
Tras su fundación en julio de 2004, la Wikipedia en asturiano alcanzó los 1000 artículos el 1 de septiembre de 2004 y 5 años después el número de artículos había crecido hasta los 12 000 artículos. La comunidad fue creciendo poco a poco, y durante un tiempo tuvo un uso y actividad muy escasa. Esta actividad experimentó un crecimiento notable cuando en 2012 se incorporan herramientas que permitían mejorar la calidad de forma automatizada como el uso de bots para creación y categorización de artículos y la creación de plantillas actualizadas basándose en wikidata.

En 2015, Wikipedia fue galardonada con el Premio Princesa de Asturias de Cooperación Internacional. En su intervención en el Parlamento de Asturias en Oviedo, ciudad que acoge la entrega de premios, Jimmy Wales elogió el trabajo de los usuarios de Wikipedia en lengua asturiana. La noche de la ceremonia, miembros de la Fundación Wikimedia mantuvieron un encuentro con wikipedistas de todas partes de España, incluida la comunidad local asturiana.
La evolución en volumen de artículos de la Wikipedia en asturiano es la siguiente:
| Número de artículos | Fecha                   | Artículo                        |
| ------------------- | ----------------------- | ------------------------------- |
| 1                   | 2 de agosto de 2004     | Zazaki                          |
| 100                 | 9 de agosto de 2004     |                                 |
| 500                 | 17 de agosto de 2004    |                                 |
| 1000                | 1 de septiembre de 2004 |                                 |
| 2000                | 27 de noviembre de 2004 |                                 |
| 3000                | 31 de enero de 2005     |                                 |
| 4000                | 2 de diciembre de 2005  |                                 |
| 5000                | 8 de julio de 2006      | Exámetru                        |
| 6000                | 5 de noviembre de 2006  | 82 Alkmene                      |
| 7000                | 24 de diciembre de 2006 | SS General von Steuben          |
| 8000                | 21 de marzo de 2007     | Llista d'asteroides/80901–81000 |
| 9000                | 7 de septiembre de 2007 | Octave Mirbeau                  |
| 10 000              | 20 de noviembre de 2007 | Ḥoquei                          |
| 11 000              | 11 de marzo de 2008     | Años 690 edC                    |
| 12 000              | 10 de febrero de 2009   | Cuvette-Ouest                   |
| 13 000              | 2 de febrero de 2010    | Carlos Sainz                    |
| 14 000              | 15 de diciembre de 2010 | La Venta                        |
| 15 000              | 5 de julio de 2011      | El Puertu                       |
| 16 000              | 9 de mayo de 2012       | Doctrina Calvo                  |
| 17 000              | 12 de mayo de 2012      | Santa Victoria                  |
| 18 000              | 13 de mayo de 2012      | Eremalche                       |
| 19 000              | 4 de octubre de 2013    | Hestoria de la llingua catalana |
| 20 000              | 5 de enero de 2015      | Fermín Canella Secades          |
| 100 000             | 25 de enero de 2020     |                                 |